# Município de East (condado de Carroll, Ohio)
O município de East (em inglês: East Township) é um município localizado no condado de Carroll no estado estadounidense de Ohio. No ano 2010 tinha uma população de 843 habitantes e uma densidade populacional de 14,12 pessoas por km².

## Geografia
O município de East encontra-se localizado nas coordenadas 40° 41′ 43″ N, 80° 57′ 13″ O. Segundo a Departamento do Censo dos Estados Unidos, o município tem uma superfície total de 59.72 km², da qual 59,67 km² correspondem a terra firme e (0,08 %) 0,05 km² é água.

## Demografia
Segundo o censo de 2010, tinha 843 pessoas residindo no município de East. A densidade populacional era de 14,12 hab./km².